# Supaidáman
Supaidáman (japonsky スパイダーマン) je japonský akční sci-fi televizní seriál natočený na motivy komiksových příběhů o Spider-Manovi vydavatelství Marvel Comics. Premiérově byl vysílán v letech 1978–1979 na stanici TV Tokyo, kdy v jedné řadě vzniklo celkem 41 dílů. Roku 1978 také vznikl krátký film o délce jedné epizody seriálu, který byl promítán na filmovém festivalu v Japonsku. Seriál využívá postavu a kostým Spider-Mana, jeho děj a prostředí je však odlišné a zasazené do japonského kulturního prostoru.

## Příběh
Mladý motocyklový závodník Takuja Jamaširo je svědkem havárie vesmírné lodi Marveller z planety Spider. Případ začne vyšetřovat jeho otec, vesmírný archeolog Hiroši Jamaširo, který je však krátce poté zabit. Takuja pokračuje v otcově práci a objeví Gariu, posledního přeživšího bojovníka z planety Spider, která byla zničena profesorem Monsterem a jeho armádou. Garia vstříkne Takujovi svoji krev, díky čemuž mladík získá schopnosti podobné těm pavoučím, a předá mu náramek, který aktivuje kostým, vystřeluje pavučiny a ovládá loď Marveller. Mladík díky svým schopnostem začne bojovat proti profesoru Monsterovi a začne si říkat Supaidáman (tj. Spider-Man).

## Obsazení
- Šindži Todó jako Takuja Jamaširo / Supaidáman
- Micuo Andó jako profesor Monster
- Jukie Kagawa jako amazonka